# العلاقات البنمية السورية
العلاقات البنمية السورية هي العلاقات الثنائية التي تجمع بين بنما وسوريا.

## مقارنة بين البلدين
هذه مقارنة عامة ومرجعية للدولتين:
| وجه المقارنة                                              | بنما                      | سوريا                    |
| --------------------------------------------------------- | ------------------------- | ------------------------ |
| المساحة (كم2)                                             | 74.18 ألف                 | 185.18 ألف               |
| عدد السكان (نسمة)                                         | 4.10 مليون                | 18.27 مليون              |
| الكثافة السكانية (ن./كم²)                                 | 55.27                     | 98.66                    |
| العاصمة                                                   | بنما                      | دمشق                     |
| اللغة الرسمية                                             | اللغة الإسبانية           | اللغة العربية            |
| العملة                                                    | بالبوا بنمي، دولار أمريكي | ليرة سورية               |
| الناتج المحلي الإجمالي (بليون دولار)                      | 61.84 مليار               | 60.20 مليار              |
| الناتج المحلي الإجمالي (تعادل القوة الشرائية) بليون دولار | 87.37 مليار               |                          |
| الناتج المحلي الإجمالي الاسمي للفرد دولار أمريكي          | 13.27 ألف                 |                          |
| الناتج المحلي الإجمالي للفرد دولار أمريكي                 | 20.89 ألف                 |                          |
| مؤشر التنمية البشرية                                      | 0.780                     | 0.594                    |
| رمز المكالمات الدولي                                      | +507                      | +963                     |
| رمز الإنترنت                                              | .pa                       | .sy                      |
| المنطقة الزمنية                                           | 00                        | ت ع م+02:00، ت ع م+03:00 |

## منظمات دولية مشتركة
يشترك البلدان في عضوية مجموعة من المنظمات الدولية، منها:
| علم المنظمة | اسم المنظمة                               | تاريخ انضمام بنما | تاريخ انضمام سوريا |
| ----------- | ----------------------------------------- | ----------------- | ------------------ |
|             | يونسكو                                    | 10 يناير 1950     | 16 نوفمبر 1946     |
|             | مؤسسة التمويل الدولية                     | 20 يوليو 1956     | 28 يونيو 1962      |
|             | المركز الدولي لتسوية المنازعات الاستشارية | 8 مايو 1996       | 24 فبراير 2006     |
|             | منظمة حظر الأسلحة الكيميائية              | ?                 | ?                  |
|             | مؤسسة التنمية الدولية                     | 1 سبتمبر 1961     | 28 يونيو 1962      |
|             | وكالة ضمان الاستثمار متعدد الأطراف        | 21 فبراير 1997    | 14 مايو 2002       |
|             | الاتحاد البريدي العالمي                   | ?                 | ?                  |
|             | منظمة الشرطة الجنائية الدولية             | ?                 | ?                  |
|             | الأمم المتحدة                             | 13 نوفمبر 1945    | 24 أكتوبر 1945     |
|             | الاتحاد الدولي للاتصالات                  | 14 يوليو 1914     | 12 يناير 1924      |
|             | البنك الدولي للإنشاء والتعمير             | 14 مارس 1946      | 10 أبريل 1947      |

## وصلات خارجية
- موقع وزارة الخارجية البنمية